# Amaro (licor)
El amaro (‘amargo’ en italiano, plural amari) es un tipo de licor de hierbas italiano que suele tomarse tras las comidas como digestivo. Suele ser amargo y dulce, a veces almibarado, con un contenido en alcohol habitualmente entre el 16 y el 35%. El amaro suele producirse macerando hierbas, raíces, flores, cortezas y piel de cítricos en alcohol (en sus primeras versiones incluía cocaína), ya sea en licores neutrales o vino, mezclando tras filtrar con almíbar y dejando envejecer la mezcla en tonel o botella.
Se producen comercialmente docenas de variedades, siendo las más difundidas las de Averna, Ramazzotti, Lucano y Montenegro, Amaro Rupes. Un amaro típico está elaborado con varias (a veces varias docenas) de hierbas y raíces. Algunos fabricantes enumeran con cierto detalle los ingredientes en la etiqueta de la botella. Es típico que el amaro incluya: genciana, angélica y quina, así como melisa, verbena, enebro, anís, hinojo, cúrcuma, jengibre, menta, tomillo, salvia, laurel, piel de cítrico, regaliz, canela, poleo, cardamomo, azafrán, ruda, ajenjo, saúco y centáurea menor.
Muchos fabricantes remontan su receta o producción al siglo XIX. Las recetas surgieron a menudo en monasterios o farmacias.
Los amari suelen tomarse con hielo y un trozo de limón, o mezclados con tónica.
El amaro no debe confundirse con el amaretto, otro licor italiano que es dulce y está aromatizado con almendra o los piñones de frutas tales como el albaricoque, ni con el amarone, un vino rojo seco italiano de Valpolicella

## Tipos
- Medio: típicamente con un 32% de alcohol por volumen y con un sabor entre amargo, dulce y cítrico. Ejemplos de este tipo son el Lucano, Ramazzotti, Averna, Jägermeister, Luxardo Amaro Abano y Amaro Bio.
- Fernet: más marcadamente amargo que otros amari. Algunos ejemplo son: Fernet Branca, Fernet Stock, Luxardo Fernet,  Amaro Santa Maria Al Monte,  Fernet Nero53 y Fernet Nordest
- Light: de color más claro que los demás, normalmente con más matices cítricos. De este tipo son el Amaro Nonino, Amaro Florio, Amaro del Capo o Harry's.
- Alpine: elaborado con hierbas «alpinas», a veces con un sabor ahumado, típicamente con un contenido alcohólico del 17%. Por ejemplo: Amaro Alpino, Amaro Zara y Amaro Braulio.
- Vermouth: hechos a partir de vino, con un contenido en alcohol cercano al 18%, muy poco amargos. Estos amari recuerdan al vermú. De este tipo son el Amaro Don Bairo y el Amaro Diesus del Frate.
- Carciofo: hecho con alcachofa, normalmente con cerca de un 17% de alcohol. Estos amari suelen tomarse como aperitivo más que como digestivo. Un ejemplo es el Cynar.
- Tartufo: elaborados con trufa negra y embotellados con un 30% de alcohol. Los amari de este tipo se producen en la región centroitaliana de Umbría, famosa por sus trufas, así como en San Marino.
- China: hechos con corteza de quina. El más antiguo y popular es el China Martini, procedente de Turín. Puede tomarse caliente.
- Rabarbaro: hecho con ruibarbo. La marca más famosa y popular es Zucca, con sede en Milán. Puede tomarse caliente.